# Estrées-Saint-Denis
Estrées-Saint-Denis település Franciaországban, Oise megyében. Lakosainak száma 3660 fő (2022. január 1.). Estrées-Saint-Denis Bailleul-le-Soc, Choisy-la-Victoire, Francières, Moyvillers, Remy és Rouvillers községekkel határos.

## Népesség
A település népességének változása:
| Lakosok száma | 3615 | 3710 | 3874 | 3752 | 3749 | 3759 | 3726 | 3693 | 3660 |
|               | 2013 | 2015 | 2016 | 2017 | 2018 | 2019 | 2020 | 2021 | 2022 |